# Skyland Istanbul
 Skyland Istanbul è un complesso di edifici nel quartiere di Şişli a Istanbul, Turchia.

## Caratteristiche
Il cuore del complesso è composto da due grattacieli: Skyland Istanbul 1 e Skyland Istanbul 2. Le due torri, alte circa 284 metri, sono gli edifici più alti della città, del paese e gli undicesimi edifici più alti d'Europa. Costruiti tra il 2012 e il 2017 presentano 65 piani ciascuna. Al loro interno trovano posto 830 appartamenti, 504 uffici, una sala conferenze da 550 posti e un hotel a cinque stelle.